# Papyrus Berlin 3038

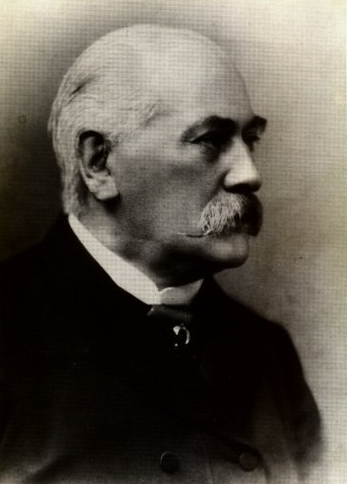
Heinrich Brugsch

Le Papyrus Berlin 3038, aussi connu comme le « grand papyrus de Berlin » ou « Brugsch Papyrus » est un important papyrus médical égyptien.
Il est découvert par Giuseppe Passalacqua à Saqqarah en Égypte. Frédéric-Guillaume IV de Prusse en fait l'acquisition en 1827 pour le Ägyptisches Museum de Berlin où il est encore conservé. 
Le papyrus a été étudié par Heinrich Karl Brugsch mais traduit et publié par Walter Wreszinski en 1909.
Le papyrus contient 24 pages. Le style d'écriture est celui de la XIXe dynastie et il est daté entre 1350 et 1200 av. J.-C. Il est assez conforme au Papyrus Ebers. Une partie du contenu porte sur la contraception et les tests de fertilité.